# Monte Montasch
O Jôf di Montasio ou monte Montasch é o segundo pico mais alto dos Alpes Julianos, com 2753 m de altitude, atrás somente do monte Triglav. Dominando todas as montanhas da região com os seus 1597 m de proeminência topográfica, é visível de grande distância. Visto do lado oeste possui a forma de uma impressionante torre rochosa.
Nos vales em redor desta montanha, os locais falam quatro línguas (italiano, friuliano, esloveno e alemão). O nome original em alemão para a montanha era "Bramkofel", e o original esloveno era "Špik nad Policami" ou "Poliški Špik". Hoje, porém, quase só se usam os termos Montasch e Montaž, da língua friuliana.
O seu cume foi alcançado depois de várias tentativas falhadas, tendo a primeira ascensão sido feita em 1877 pelo austríaco Herman Findenegg a partir do lado sul.
A guerra no Montasio/Montasch, como no resto dos Alpes Julianos, acabou em outubro de 1917 por causa da Batalha de Caporetto. Ainda hoje é possível no Jôf di Montasio encontrar restos bélicos como espoletas de granada, casamatas, trincheiras e mesmo bombas por rebentar.